# Cai, Cai

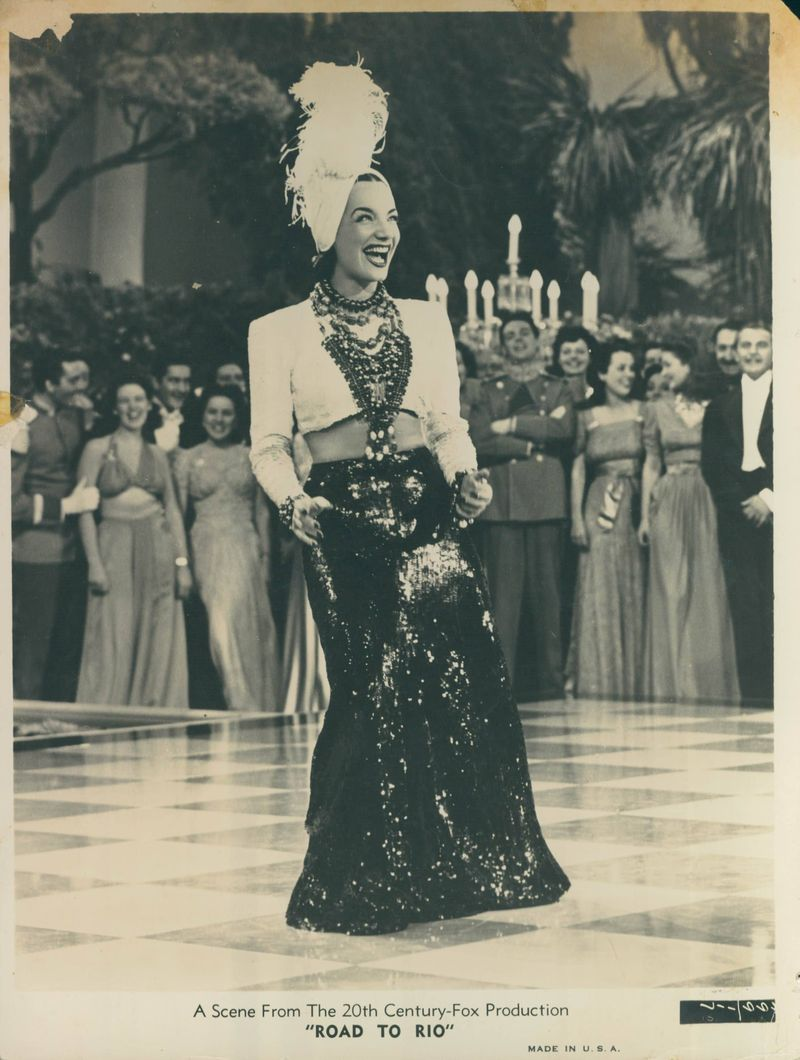
Carmen Miranda no filme Uma Noite no Rio.

Cai, Cai é um samba (ou batucada) de 1939, composto por Roberto Martins. Foi gravado originalmente por Joel & Gaúcho, com acompanhamento de Fon-Fon & Sua Orquestra naquele ano, em disco Columbia, para o Carnaval de 1940.
A letra ingênua, que encadeia versos rimados aleatoriamente, dá margem a interpretações diversas, causando forte empatia com o público, pois o ritmo saltitante é sustentado por uma melodia agradável e de forte apelo popular. A canção foi incluída no filme brasileiro Laranja da China (Sonofilmes), produzido por Wallace Downey, argumentado, roteirizado e dirigido por Ruy Costa.
É uma das músicas brasileiras mais conhecidas no exterior, graças a Carmen Miranda e ao Bando da Lua, que a interpretaram no filme Uma Noite no Rio, de 1941, produzido pela 20th Century Fox e dirigido por Irving Cummings.

## Outras versões
- Carmen Miranda & Bando da Lua (1941)
- Três Marias (1943)
- Emilinha Borba (1954)
- Radamés Gnattali (piano, 1955)
- Marlene, Blecaute & Nuno Roland (1968)
- Cyro Monteiro & Jorge Veiga (1971)
- Jair Rodrigues (1971)